# Sony Corporation of America
Sony Corporation of America é uma subsidiária da Sony Corporation nos Estados Unidos. Seus negócios incluem Sony Electronics, Sony Interactive Entertainment, Sony Pictures Entertainment, Sony Music Entertainment e Sony Music Publishing.

Logotipo de Sony Interactive Entertainment, um dos negócios da Sony Corporation of America